# Danielson Famile
Danielson Famile (ibland enbart Danielson eller Danielson Family) är en indiepop/gospelgrupp från Clarksboro, New Jersey, USA. 

## Medlemmar
- Daniel Smith - sång, gitarr
- Andrew Smith - trummor, slagverk
- Megan Smith (Megan Slaboda) - sång, slagverk
- David Smith - trummor, sång
- Rachel Smith (Rachel Galloway) - keyboard, orgel, sång, flöjt
- Teddy Smith - banjo, bas, gitarr
- Matt Smith - trummor
- Elin K. Smith (Elin Kaperud) - sång
- Chris X. Smith (Chris Palladino) - sång
- Sufjan Stevens - banjo, sång, flöjt, oboe

## Diskografi
Studioalbum
- A Prayer for Every Hour (1995, Tooth and Nail Records)
- Tell Another Joke at the Ol' Choppin' Block (1997, Tooth and Nail Records)
- Tri-Danielson!!! (Alpha) (1998, Tooth and Nail Records)
- Tri-Danielson!!! (Omega) (1998, Tooth and Nail Records)
- Fetch the Compass Kids (2001, Secretly Canadian)
- Ships (2006, Secretly Canadian)
- Best of Gloucester County (2011 Sounds Familyre)
- Solid Gold Heart (2014,  Jad Fair & Danielson, Sounds Familyre)

Samlingsalbum
- Trying Hartz (2CD 2008 Secretly Canadian)

EP
- Insound Tour Support (Soul Junk & Danielson, 1998 Insound)

Singlar
- Flip Flop Flim Flam (Fluevog, 2001)
- The Kid / Five Stars and Two Thumbs Up (Secretly Canadian, 2003)
- When It Comes To You I'm Lazy / Goody, Goody (Kill Rock Stars, 2006)
- I'm Slow But I'm Sloppy / Did I Step On Your Remix (Anticon Records, 2006)
- Dry Goods Dry Power / Left-Handed Smoke Shifter (Sounds Familyre, 2006)
- Our Givest (Odd Nosdam Remix) / Jokin' At the Block (Dymaxion Remix)  (Secretly Canadian, 2008)
- Moment Soakers / Eagle (Sounds Familyre, 2009)
- Grow Up / Wheel In The Sky (Fire, 2011)
- Expectorance (Joyful Noise Recordings, 2012)